# Carlos Gruezo
Carlos Armando Gruezo Arboleda (Santo Domingo, 19 april 1995) is een Ecuadoraas voetballer die bij voorkeur als middenvelder speelt. Hij verruilde in 2014 Barcelona SC voor VfB Stuttgart.

## Clubcarrière
Gruezo debuteerde in 2011 voor CSD Independiente. Daarna speelde hij twee seizoenen voor Barcelona SC, waar hij drie doelpunten scoorde in 77 competitieduels. Op 30 januari 2014 tekende hij een vierjarig contract bij VfB Stuttgart, dat anderhalf miljoen euro veil had voor de Ecuadoraanse middenvelder.

## Interlandcarrière
Gruezo kwam uit voor verschillende Ecuadoraanse nationale jeugdelftallen. Hij speelde dertien interlands voor Ecuador -17 en negen voor Ecuador -20.

## Erelijst
| Kampioen Campeonato Ecuatoriano | 1x | 2012 |

1 Banguera ·
2 Guagua ·
3 Erazo ·
4 Paredes ·
5 Ibarra ·
6 Noboa ·
7 Montero ·
8 Méndez ·
9 Martínez ·
10 W. Ayoví ·
11 Caicedo ·
12 Bone ·
13 E. Valencia ·
14 Castillo ·
15 Arroyo ·
16 A. Valencia ·
17 J. Ayoví ·
18 Bagüí ·
19 Saritama ·
20 Rojas ·
21 Achilier ·
22 Domínguez ·
23 Gruezo ·
Coach: Rueda
1 Galíndez ·
2 Torres ·
3 Hincapié ·
4 Arboleda ·
5 Cifuentes ·
6 Pacho ·
7 Estupiñán ·
8 Gruezo ·
9 Preciado ·
10 Ibarra ·
11 Estrada ·
12 Ramírez ·
13 Valencia  ·
14 Arreaga ·
15 Mena ·
16 Sarmiento ·
17 Preciado ·
18 Palacios ·
19 Plata ·
20 Méndez ·
21 Franco ·
22 Domínguez ·
23 Caicedo ·
24 Reasco ·
25 Porozo ·
26 Rodríguez ·
Coach: Alfaro